# Relaciones Bolivia-Costa Rica
Las relaciones Bolivia-Costa Rica se refieren a las relaciones internacionales que existen entre Costa Rica y Bolivia, ambas naciones hispanoamericanas.
Históricamente, ambos países formaban parte del Imperio español hasta principios del siglo XIX. Hoy en día, ambos países son miembros de pleno derecho del Grupo de Río, de la Unión Latina, de la Asociación de Academias de la Lengua Española, de la Organización de Estados Americanos, Organización de Estados Iberoamericanos, de la Comunidad de Estados Latinoamericanos y del Caribe, del Grupo de Cairns, y del Grupo de los 77.
Costa Rica y Bolivia establecieron relaciones consulares en 1907, mediante el nombramiento de Julio César Valdés como Cónsul honorario de costa Rica en La Paz. Bolivia acreditó como Cónsul en San José a Rogelio Fernández Güell en 1913.

## Relaciones diplomáticas
- Costa Rica tiene una embajada en La Paz.[2]
- Bolivia tiene una embajada en San José.[3]

## Embajadores

### Embajadores de Bolivia en Costa Rica
| Embajadores Bolivianos    | Designado por el Presidente de Bolivia | Período como Embajador o Embajadora           | Referencias |
| ------------------------- | -------------------------------------- | --------------------------------------------- | ----------- |
| Ema Navajas de Alandia    | Hernán Siles Suazo                     | 1 de noviembre de 1982 - 1 de agosto de 1985  |             |
| Mario Cossio Cejas        | Gonzalo Sánchez de Lozada              | 10 de enero de 1994 - 5 de diciembre de 1996  |             |
| Jaime Soria Prado         | Gonzalo Sánchez de Lozada              | 5 de enero de 1997 - 1 de noviembre de 1999   | [ 4 ]       |
| Oscar Daza Marquéz        | Hugo Banzer Suárez                     | 1 de noviembre de 1999 - 26 de agosto de 2001 | [ 5 ]       |
| Jorge Monje Zapata        | Jorge Quiroga Ramirez                  | 26 de agosto de 2001 - 26 de agosto de 2002   | [ 6 ]       |
| Susana Peñaranda Saavedra | Gonzalo Sánchez de Lozada              | 26 de agosto de 2002 - 26 de agosto de 2006   | [ 6 ]       |
| Martín Callisaya Coaquira | Evo Morales Ayma                       | 26 de octubre de 2006 - Actualidad            | [ 6 ]       |